# Christian Älvestam
Christian Älvestam es un cantante y multinstrumentista. Él se dio a conocer por haber sido el vocalista principal de la banda de death metal melódico Scar Symmetry. Actualmente forma parte de muchas bandas, incluyendo Solution .45 y Miseration y ha hecho apariciones como invitado en aún más bandas.

## Bandas actuales

### Solution .45
A finales del 2007 Jani Stefanovic formó Solution .45 con Christian Älvestam (quien en ese entonces aun formaba parte de Scar Symmetry) uniéndose a la banda como el último miembro restante. Jani comento que aun con la presencia de Christian en la banda, esta no era un clon de Scar Symmetry y que ya tenían canciones preparadas para grabarlas antes de su ingreso a la banda.

### Miseration
Miseration es una banda de death metal formada en el 2006, y firmada con el sello Lifeforce. En esta banda participan tanto Christian como Jani, en la voz y en la guitarra.

### Algunas otras bandas
- Incapacity − guitarras
- Quest of Aidance − guitarra rítmica
- Red Skies Dawning - voz
- Torchbearer − guitarra
- Unmoored − guitarra y voz
- Orchards of Saturn - voz
- The Few Against Many - voz y guitarra
- Universum - voz y coros[3]

## Bandas pasadas

### Scar Symmetry
Artículo principal Scar Symmetry
Scar Symmetry es una banda sueca de melodic death metal proveniente de Avesta en la región de Dalarna, formada en el 2004. Actualmente mantienen un contrato con Nuclear Blast records. Christian fue vocalista de los primeros tres álbumes. El y la banda tuvieron algunos problemas en cuanto diferencias de creatividad a la hora de lanzar el tercer Holographic Universe, y al poco tiempo salió de la banda, siendo reemplazado por Roberth Karlsson y Lars Palmqvist.

### Algunas otras bandas pasadas
- Angel Blake - guitarra, segunda voz.
- Syconaut - guitarra.
- Solar Dawn - voz y bajo.
- Carnalized

## Discografía
Con Solar Dawn
- Frost-Work  (2001)
- Equinoctium (2002)

Con Scar Symmetry
- Symmetric in Design (2005)
- Pitch Black Progress (2006)
- Holographic Universe (2008)

Con Torchbearer
- Yersinia Pestis (2004)
- Warnaments (2006)

Con Quest of aidance
- Fallen Man Collection EP (2006)
- Dark Are the Skies at Hand EP (2007)

Con Miseration
- Your Demons - Their Angels (2007)
- The Mirroring Shadow (2009)
- Tragedy Has Spoken (2012)

Con Syconaut
- March Of A New Division Demo (2000)

Con Unmoored
- Cimmerian (1999)
- Kingdoms Of Greed (2000)
- Indefinite Soul-Extension (2003)

Con The few against many
- Sot (2009)

Con Solution .45
- For Aeons Past (2010)
- Nightmares in the Waking State: Part I (2015)
- Nightmares in the Waking State: Part II (2016)

Solista

### Self 2.0(2014) Lista de canciones
| N.º | Título                                                                                 | Duración |  |
| 1.  | «Once Adreamed»                                                                        | 5:38     |  |
| 2.  | «Time to Let Go»                                                                       | 4:42     |  |
| 3.  | «Departure Theme» (CD version only, or on the "Departure Theme" single on iTunes)      | 5:16     |  |
| 4.  | «Origins»                                                                              | 4:31     |  |
| 5.  | «City of Sand Castles» (CD version only, or on the "Departure Theme" single on iTunes) | 6:40     |  |
| 6.  | «The Unforsaken»                                                                       | 5:47     |  |
| 7.  | «En Knippa Ljung»                                                                      | 6:00     |  |

### Como invitado
- Angel Blake – voz limpia en la canción "Defenseless" del álbum The Descended.
- Nuclear Blast All Stars: Out of the Dark - en la canción "The Overshadowing".
- Zonaria - voz en la canción "Attending Annihilation".
- Deadlock - voz limpia y parte de la gutural en la canción  "Dying Breed" del álbum Manifesto.
- Bloodbath - voz en la canción "Iesous" del álbum The Fathomless Mastery.
- Universum- voces en las canciones "fractured archetype" "sum of the universe"  "2.0" del álbum mortuus machina
- The Project Hate MCMXCIX - voz limpia y gutural en la canción "You Come to Me Through Hell" y "The Locust Principles" del álbum The Lustrate Process y "Summoning Majestic War" de Bleeding The New Apocalypse (Cum Victriciis In Manibus Armis).
- Demon Hunter - voz en la canción "Just Breathe" del álbum The World is a Thorn.
- Henrik B - voz en la canción "Now and Forever".
- Lowbringer - voz, guitarra, batería y programaciones en "Planting a New Sun".
- Disarmonia Mundi - voz en la canción "Ringside Seat To Human Tragedy" en el relanzamiento del álbum "Mind Tricks" y en "The Loneliness Of The Long Distance Runner" del álbum "Cold Inferno".
- Lyriel – voces en "Black and White" del álbum Skin and Bones.[4]
- One Man Army and the Undead Quartet - voz limpia en la canción "He's Back (The Man Behind the Mask)" del álbum "Error in Evolution"[5]
- Sight of Emptiness – voz limpia en "Fearless", "Deception" y "Hostility" del álbum Instincts.